# آناند کومار
آناند کومار (به هندی: आनंद कुमार؛ به انگلیسی: Anand Kumar) (زاده ۱ ژانویه ۱۹۷۳ در بیهار هند) مربی ریاضیات اهل هند است. عمده شهرت وی به علت تشکیل کلاس‌هایی موسوم به سوپر ۳۰ است.

## زندگی شخصی
آناند در شهر پتنه مرکز ایالت بیهار به دنیا آمد. پدر او کارمند اداره پست هند و مادرش خانه‌دار بود. پدر آناند به علت فقری که داشتند از فرستادن پسرش به مدارس خصوصی عاجز بود و به‌ناچار آناند را به مدرسه دولتی پتنه فرستاد؛ اما استعداد و علاقه بی حد و مرزی که او به ریاضی داشت مانعی نمی‌شناخت و سرانجام مجوز تحصیل در دانشگاه کمبریج را دریافت کرد اما به دلیل مرگ پدرش و برنیامدن از پس مخارج سفر به انگلستان از رفتن به کمبریج بازماند.

## سوپر ۳۰
در سال ۱۹۹۲ کومار آموزش ریاضیات را در یک مؤسسه خصوصی شروع کرد. طی چند سال تعداد دانش‌آموزان او از ۲ نفر به ۵۰۰ نفر رسید، اما هنگامی که دانش‌آموز فقیری که توان پرداخت شهریه را نداشت به او مراجعه کرد، جرقه‌ای در ذهن آناند برای تشکیل سوپر ۳۰ ایجاد شد.
از سال ۲۰۰۲ به صورت سالیانه ۳۰ نفر از دانش‌آموزان برتر مناطق محروم توسط وی برگزیده می‌شوند و به مدت یک سال خوابگاه و غذای آن‌ها نیز توسط آناند تأمین می‌شود و توسط آناند برای پذیرش در مؤسسات فناوری هند آماده می‌شوند. در اولین سال شکل‌گیری این کلاس ۱۸ نفر از ۳۰ دانش‌آموز موفق به قبولی در آی‌آی‌تی شدند که آمار بسیار خوبی بود؛ اما اوج زحمات کومار زمانی هویدا شد که در سال‌های ۲۰۰۹، ۲۰۱۰و ۲۰۱۷ تمام ۳۰ دانش‌آموز کلاس آناند پذیرش مؤسسات را کسب کردند و در مجموع تا سال ۲۰۱۷ از ۴۵۰ دانش‌آموز ۳۹۱ نفر از آن‌ها موفق به قبولی در مؤسسات فناوری هند شدند. پس از درخشش کومار و دانش‌آموزانش در آزمون‌ها، پیشنهاد کمک‌های مالی از طرف مؤسسات دولتی و خصوصی خارجی و داخلی به آناند داده شد، اما او همه پیشنهادها را رد کرد چراکه می‌خواست با تلاش خودش سوپر ۳۰ را حفظ کند.

## در رسانه
در سال ۲۰۱۹ فیلمی با همین نام و با بازی ریتیک روشن، ستاره بالیوود در نقش آناند کومار ساخته شد.